# Girsu
Koordinaten: 31° 37′ N, 46° 9′ O
Girsu, heute Tall Lawh, Tello(h), war eine sumerische Stadt. Sie lag etwa 28 Kilometer nordwestlich von Lagaš im Gouvernement Dhi Qar im Süden des Irak.

## Geschichte
Die Stadt Girsu war wohl schon im 4. Jahrtausend v. Chr. besiedelt. Schon in der Späturuk- und der Dschemdet-Nasr-Zeit erlangte die Stadt regionale, teils überregionale Bedeutung. 
In frühdynastischer Zeit, nachdem sich die Städte aus dem Herrschaftsbereich Urs gelöst hatten, etwa in der Zeit von 2700 v. Chr. bis 2500 v. Chr., bildete sich ein Flächenstaat aus den drei größeren Städten Girsu, Nina und dem namengebenden Lagaš heraus. Girsu war dabei die Residenz der Ensis von Lagasch und mindestens in spätsumerischer Zeit auch religiöses Zentrum des Staates.
Nach der neusumerischen Zeit war Girsu praktisch bedeutungslos, aber noch fast 2000 Jahre bis ins 2. Jahrhundert v. Chr. besiedelt.

## Archäologie
Die ersten Grabungen wurden 1877 bis 1900 in 11 Kampagnen von Gustave Ch. Ernest Chocquin de Sarzec durchgeführt. Er fand die bis heute bedeutendste Gruppe von Gudea-Statuen im Hügel A („Palais“) im Palast des Adad-nadin-ahhe aus dem 2. Jahrhundert v. Chr. Es ist vermutlich die Fundstelle des ursprünglichen Aufstellungsortes, die Bildnisse dürften aber in antiker Zeit von der älteren in eine jüngere Schicht gekommen sein. Durch Raubgräber gelangten in derselben Zeit eine größere Zahl Keilschrifttafeln in den Kunsthandel. Ab 1903 mit Unterbrechungen bis 1909 setzte Gaston Cros die Grabungen fort. Nachdem 1924 Berichte über Raubgräber bekannt wurden, die Statuen des Gudea und des Reichs- und Stadtgottes Ningirsu gefunden hatten, wurden die Ausgrabungen fortgeführt. Es gruben Léon Heuzey, 1929 bis 1931 Henri de Genouillac und nachfolgend bis 1933 André Parrot.
Es wurden Reste einer Zikkurat und des Eninnu-Tempels freigelegt (manchmal wird dieser Komplex auch als Palast des Gudea bezeichnet und die Verbindung zum Eninnu bezweifelt). Ein Großteil der vielen Einzelfunde – viele aus der Zeit von Mesalim, Ur-Nansche, Eannatum und aus neusumerischer Zeit (Gudea) – befindet sich heute im Pariser Louvre. Von besonderer Bedeutung sind auch über 50.000 gefundene Verwaltungsurkunden in sumerischer Keilschrift aus der Ur-III-Zeit und die gefundenen Rundskulpturen sowie die bekannte Geierstatue.

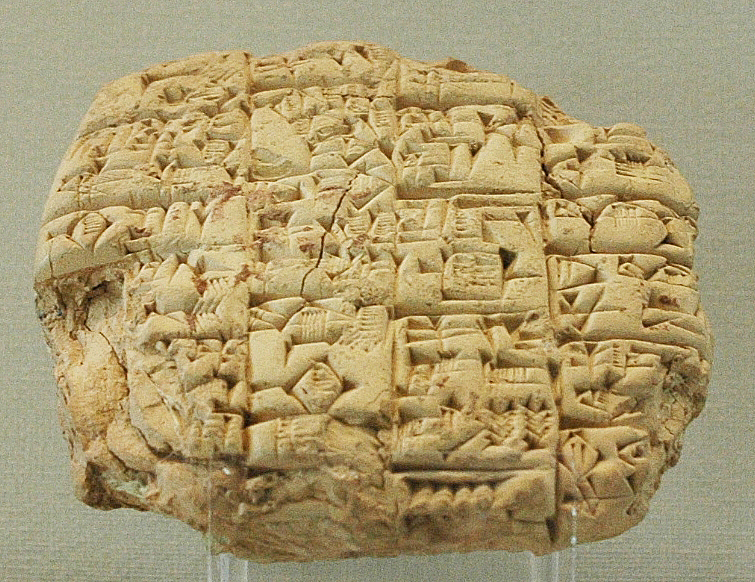
Brief der Priesterin Lu’enna an den Ensi von Lagasch (möglicherweise Urukagina), um 2499 v. Chr., heute im Louvre
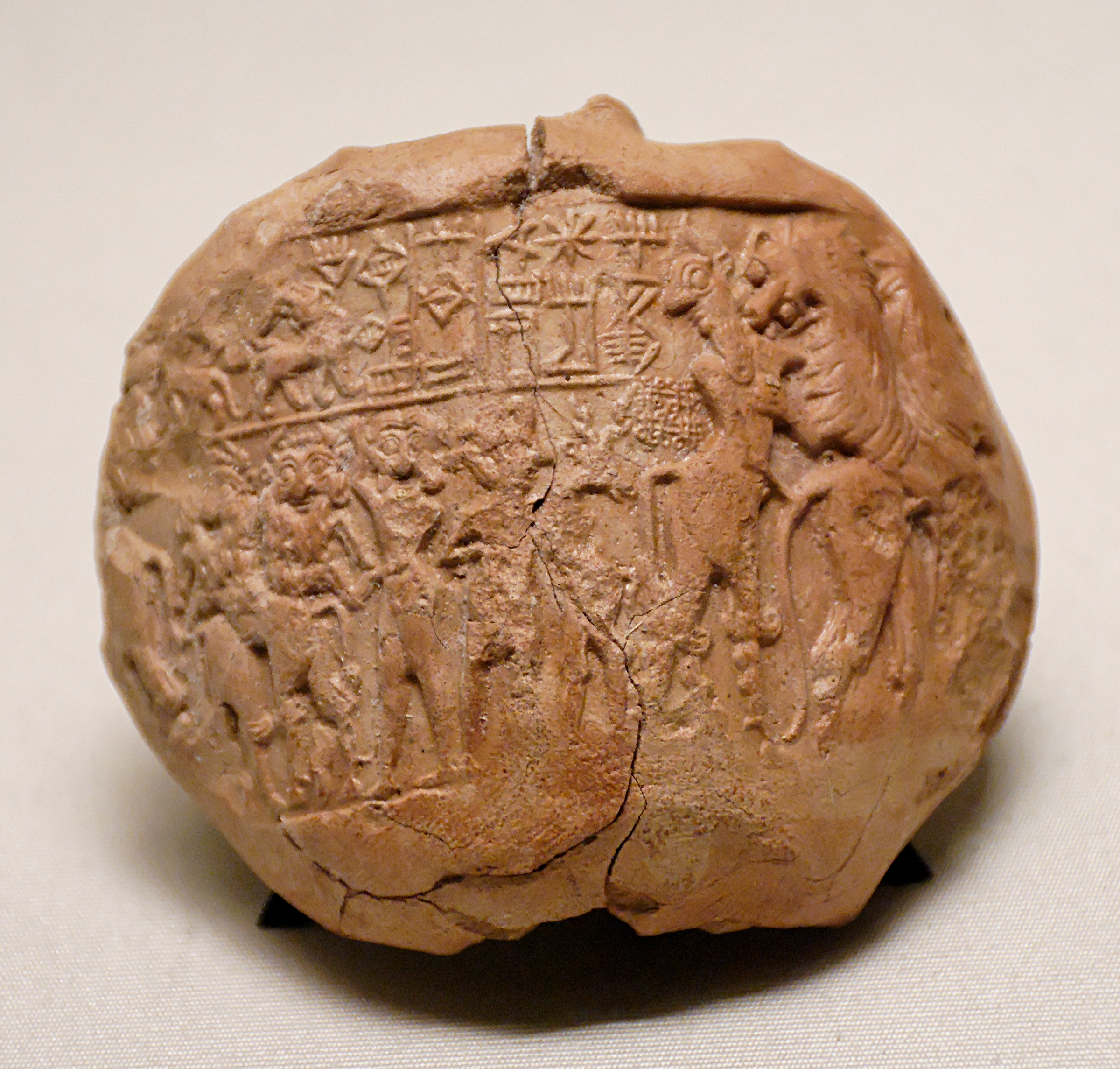
Siegel von Lugalanda, um 2400 v. Chr., heute im Louvre
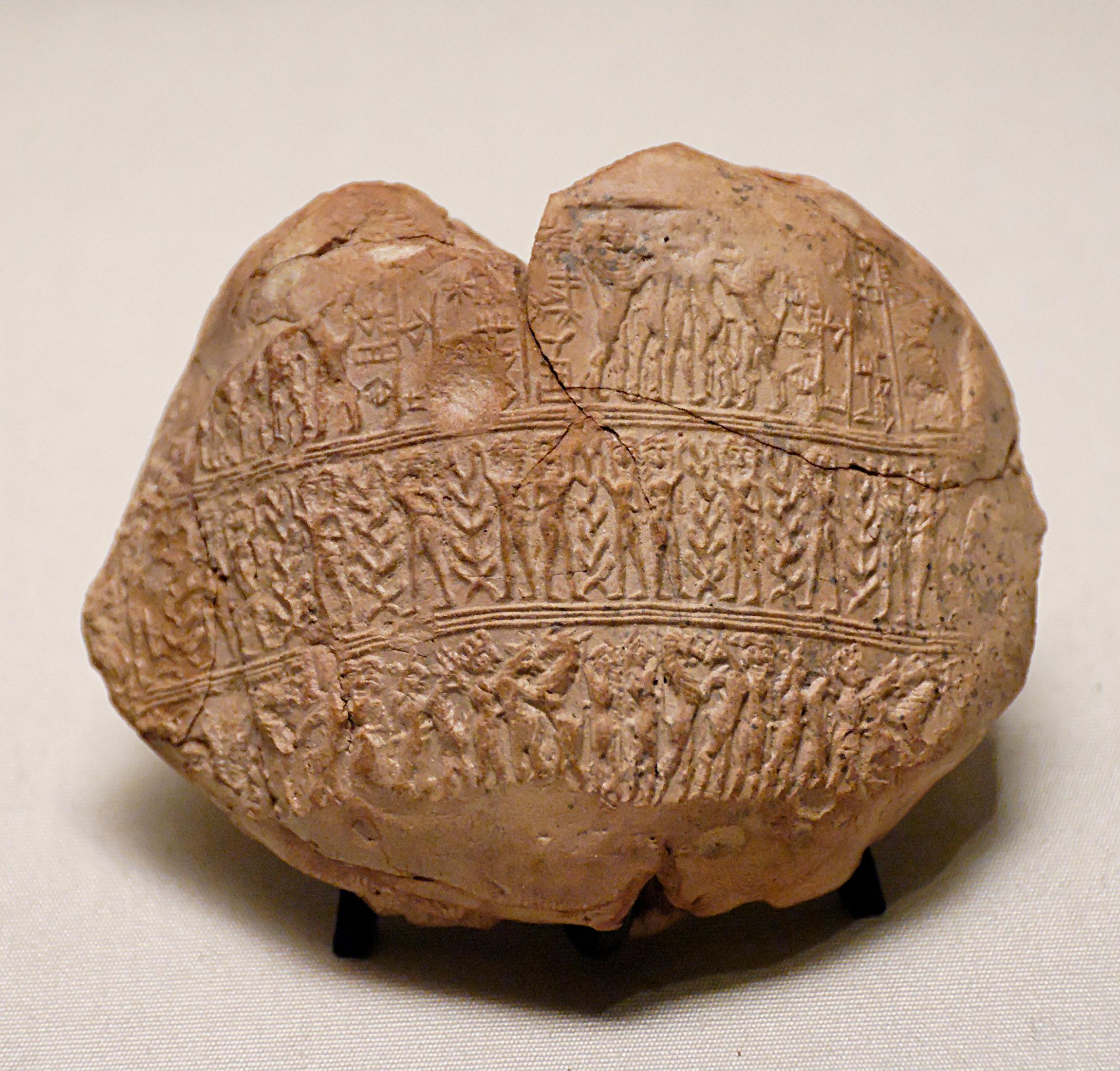
Siegel der Barnamtarra, Frau des Lugalanda, um 2400 v. Chr., heute im Louvre
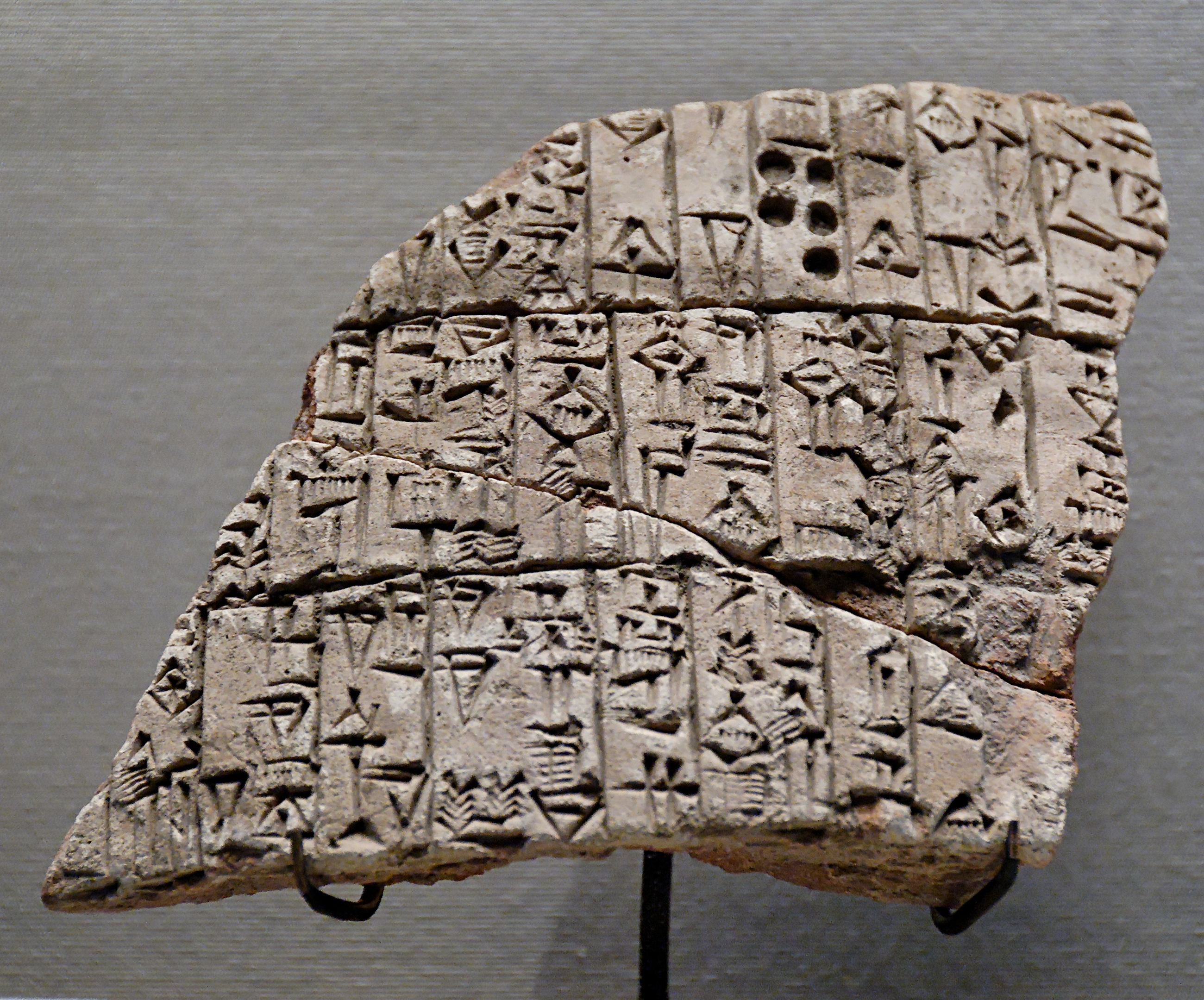
Keilschrifttafel von Urukagina (oder Uruinimgina), um 2350 v. Chr., heute im Louvre
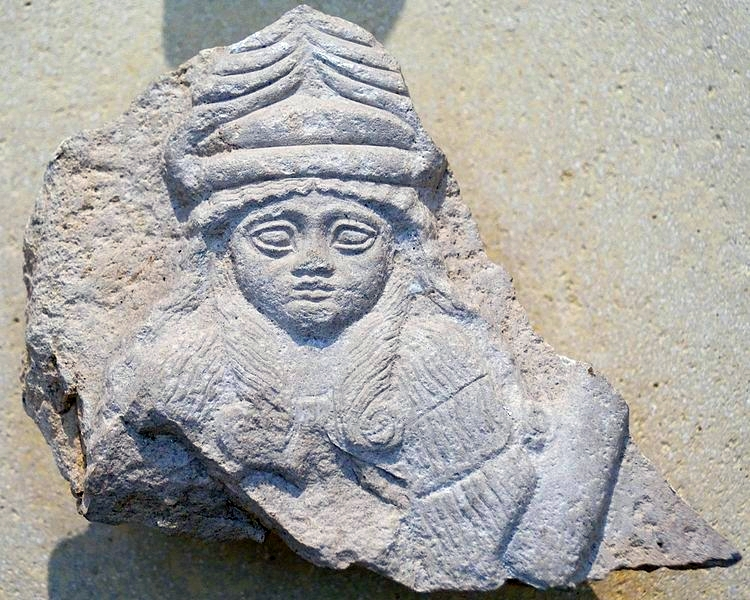
Sumerische Göttin auf einer Stele, um 2120 v. Chr., aus den Ausgrabungen 1950, heute im Louvre
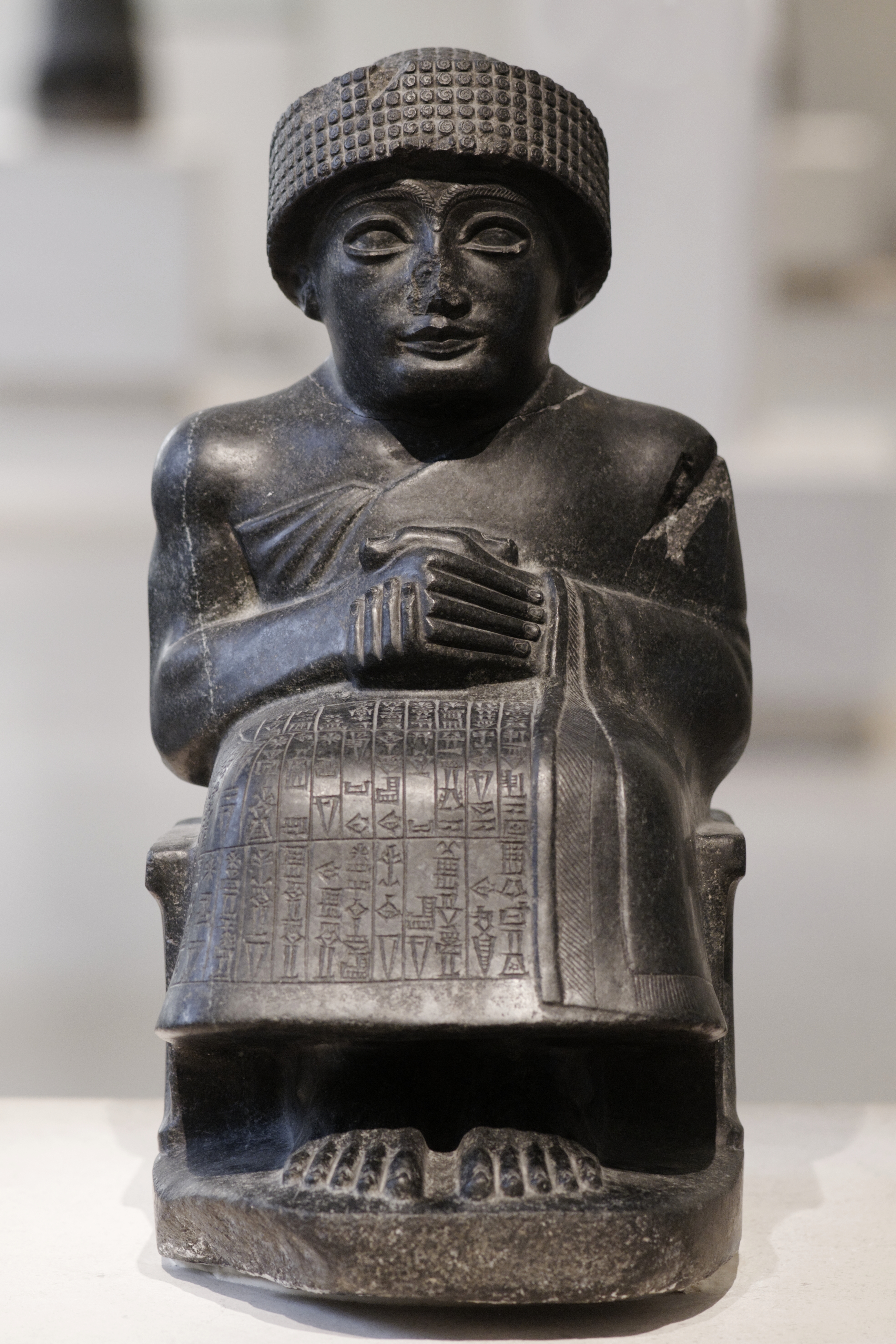
Gudea, Diotitstatue, um 2100 v. Chr., heute im Louvre
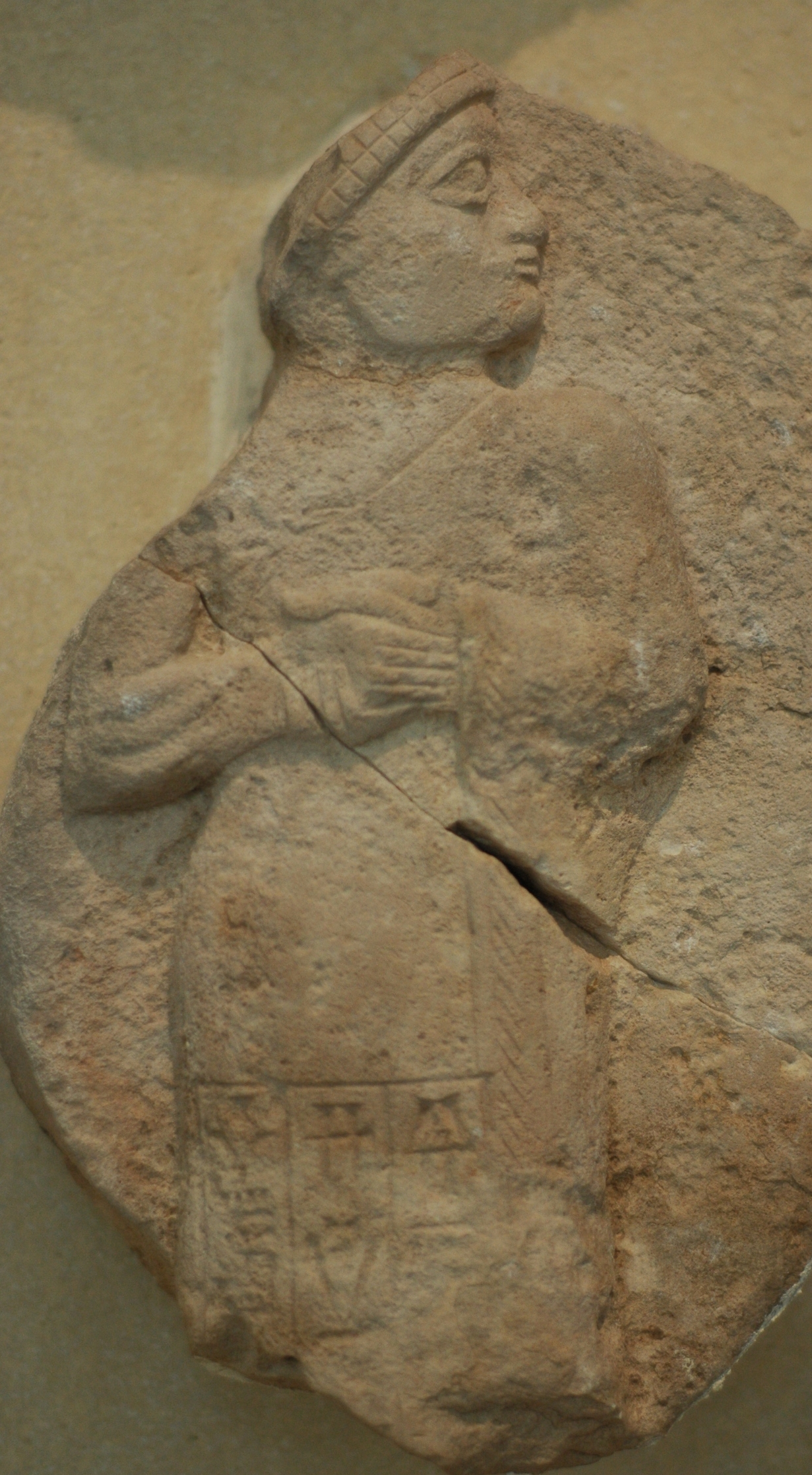
Gudea auf einer Statue, um 2100 v. Chr., heute im Louvre